# Löfbergs Arena

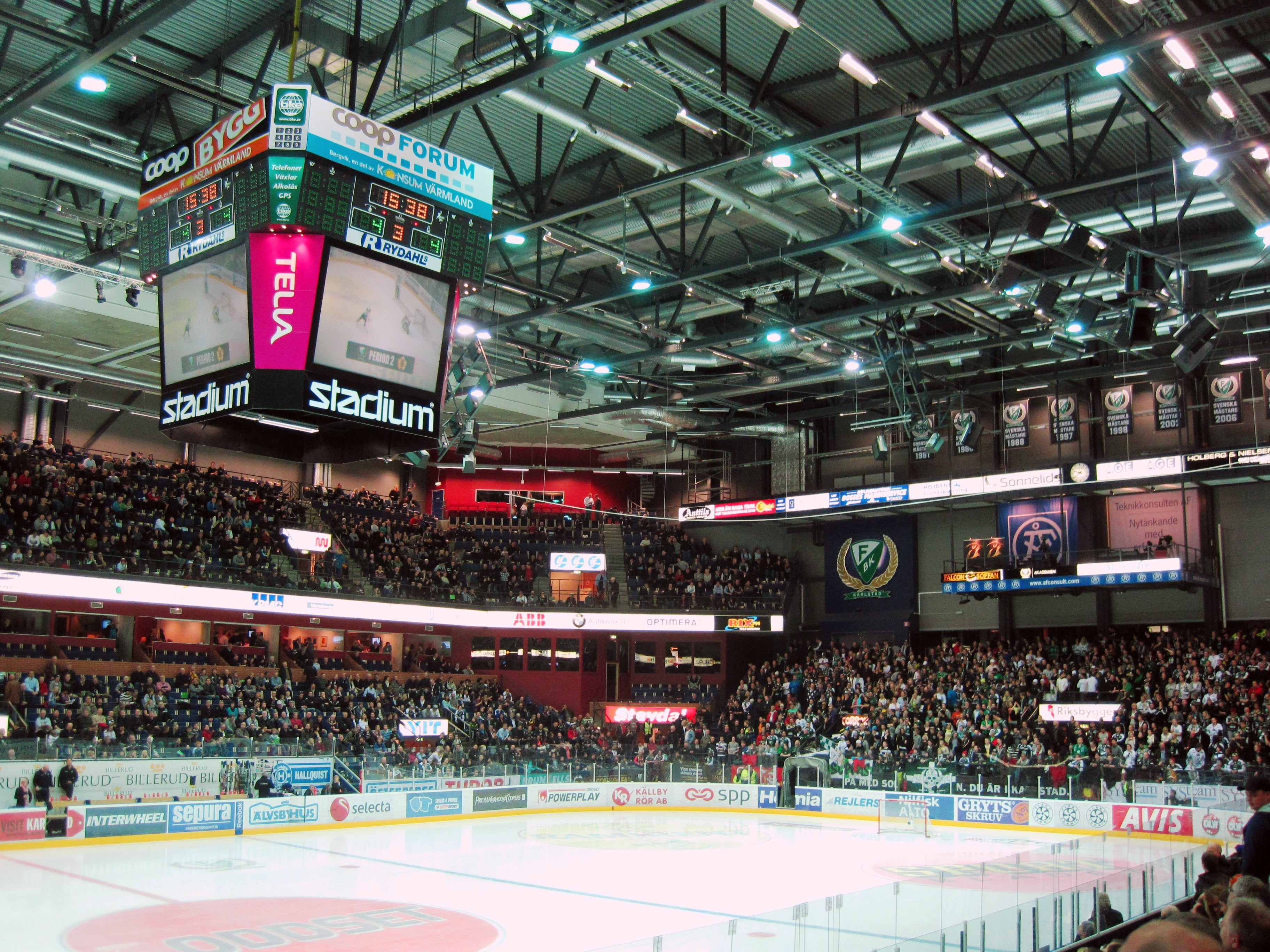

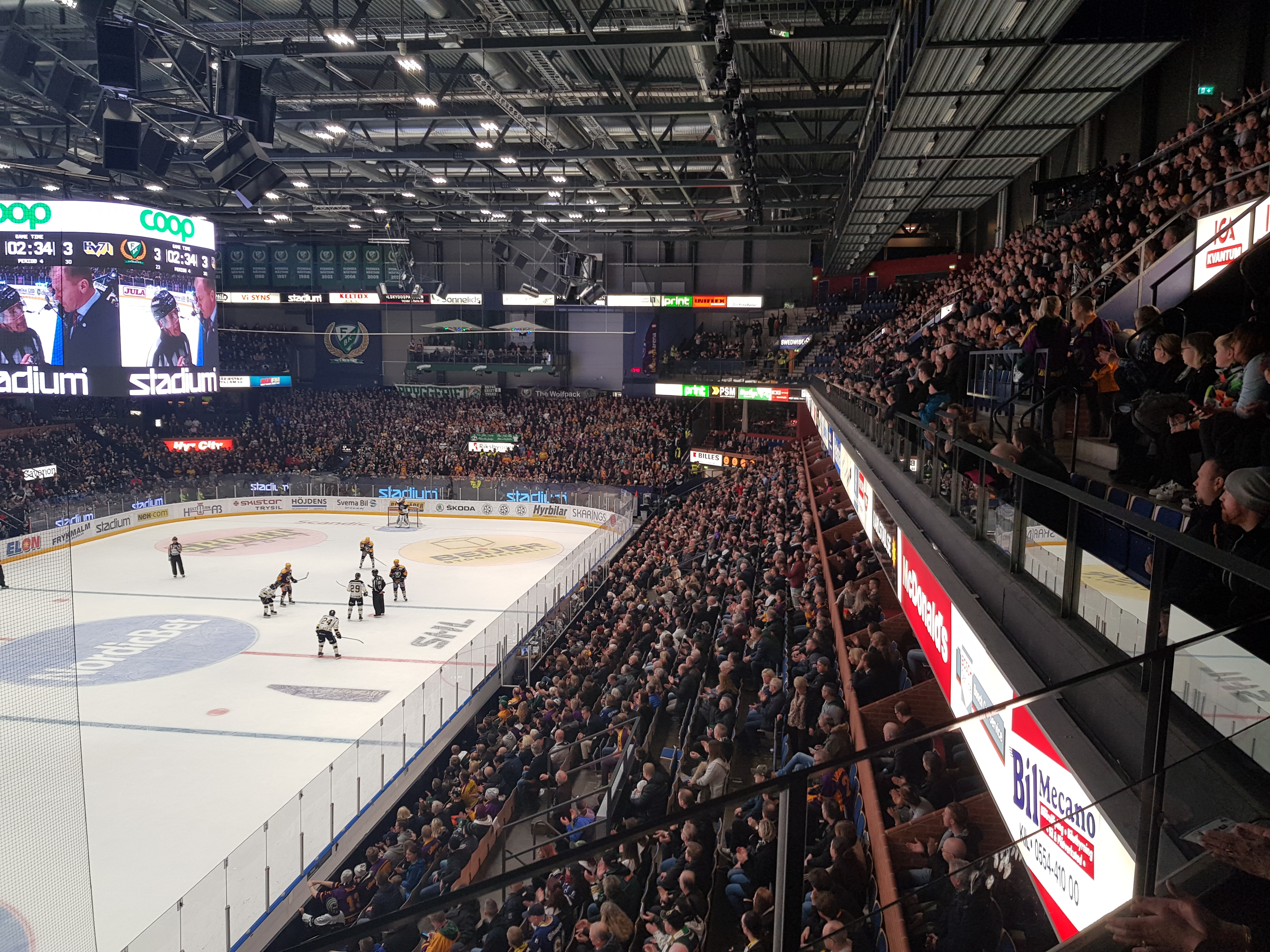
Sista grundseriematchen i SHL säsongen 2017–18, Färjestad–HV71.

Löfbergs Arena, stiliserat som löfbergs arena, är en inomhusarena i Karlstad, belägen på Färjestad mellan Klarälven i väster och Färjestads travbana på andra sidan vägen i öster. Arenan är uppförd och ägd av ishockeyklubben Färjestad BK, med Löfbergs som huvudsponsor.

## Historia
Hösten 1999 inleddes byggnadsplanerna till en ny arena, då Färjestad BK undertecknade ett köpeavtal av den gamla ishallen med Karlstads  kommun. Inspiration till ritningarna av Löfbergs Arena kan tillskrivas arenorna Canadian Tire Centre (dåvarande Corel Center) i Ottawa och Hartwall Arena i Helsingfors. Arenan invigdes 15 september 2001 under namnet Löfbergs Lila Arena (LLA) och ersatte då gamla Färjestads Ishall från 1967. 2008–2009 renoverades arenan och fick därmed ökad publikkapacitet. Löfbergs Arena har plats för 8 250 åskådare (10 300 vid konsert) vilket gör den till Sveriges sjätte största inomhusarena efter Strawberry Arena, Globen, Malmö Arena, Scandinavium och ABB Arena Syd, och den fjärde största hemmaarenan i ishockeyns elitserie (om man räknar med Globen som bara används vid särskilt publikdragande matcher). Den 22 september 2001 spelades den första ishockeymatchen i arenan, Färjestad mot Djurgården. Färjestad vann matchen med 6–1 och Greger Artursson blev förste målskytt.
Lördagen den 28 oktober 2006 utsattes arenan för ett bombhot, mitt under pågående match mellan Färjestad BK och Modo Hockey. Efter tiden 12:43 i tredje perioden, vid ställningen 0–2, blev domaren tvungen att bryta matchen och den fullsatta arenan (som då var 8 250 åskådare) fick evakueras. Efter två dagars genomsökning av arenan, utan att finna någon bomb, avbröts sökningen. Den avbrutna matchen spelades klart nästa gång de båda lagen möttes i Löfbergs Lila Arena, torsdagen den 23 november 2006, när den kvällens match var spelad.
Under 2008 byttes sarg och glas ut och under sommaren 2009 gjordes en nyrenovering av Löfbergs Lila Arena där omklädningsrummen och tränarutrymmet gjordes större. Vissa läktarsektioner byggdes om, och främst ståplats utökades och försågs med en egen pub. Renoveringen utökade publikkapaciteten och i samband med matchen Färjestad BK–Detroit Red Wings den 30 september 2009 sattes nytt publikrekord för ishockeymatcher i arenan, men rekordet överträffades senare under serien 2009/10 då Frölunda HC var på besök den 16 januari och publiksiffran nådde 8 583. Den 17 mars 2012 sattes nytt publikrekord i den fjärde kvartsfinalen mot HV71, då 8 609 personer såg matchen på plats.
Före elitseriestarten 2010 installerades en ny mediakub. Bildytan ökades från totalt 48 kvadratmeter till 147 kvadratmeter. De nya skärmarna är av LED-typ och har bredbildsformat i HD-upplösning. Den totala kostnaden för investeringen uppgick till 7 miljoner kronor.
Inför SHL-säsongen 2013/2014 bytte arenan namn från Löfbergs Lila Arena till enbart Löfbergs Arena. Detta eftersom företaget Löfbergs Lila tog bort ordet "Lila" ur sitt varumärkesnamn under 2012.
2016 byttes mediakuben ut mot en ny av modernare snitt med bland annat rundade hörn vilket ger en obruten presentationsyta varvet runt och väsentligt högre upplösning. Den gamla mediakubens LED-paneler delades upp och används nu som presentationsytor bland annat bakom avbytarbåsen. 
Inför säsongen 2018–19 byttes sarg och glas ut och kameraplattformen flyttades till nedre etage vilket ger en ökad närhet till spelet i TV-sändningarna. Ståplatssektionen i arenan minskade sin kapacitet från 1 600 till 1 200 åskådare, då restaurang Nitton32 byggdes ut, som numera bytt namn till The locker room.

## Arrangemang

### Musik
Arenan har stått värd för Melodifestivalen fem gånger: 2004, 2006, 2013, 2018 samt 2024. Många berömda artister och grupper har uppträtt i arenan, bland annat Roxette, Elton John, Bob Dylan, Bryan Adams, Ulf Lundell, Dolly Parton, Rod Stewart, Motörhead, John Fogerty, Judas Priest, och Whitesnake.

### TV-program

#### Gladiatorerna
Under sommaren 2011 användes arenan för inspelningar av TV-serien Gladiatorerna, där gladiatorarenan var 30 x 60 meter mot tidigare 39 x 28 meter.
Säsongen efter återkom Gladiatorerna till Löfbergs Lila Arena.

#### Allt för Sverige
I säsong 3 av Allt för Sverige ställdes deltagarna när de var i Värmland inför en utslagstävling som utspelade sig i Löfbergs Arena.

## Övrig sport
2012 använde Karlstads triathlon arenan som växlingsområde för triathlon, och Karlstads simmet simmades nedströms Klarälven från arenan till Sandgrundsudden.

## Tröjor i taket
| Nat     | Nummer | Namn              | Position | Datum             |
| Sverige | 2      | Tommy Samuelsson  | Back     | 14 december 1998  |
| Sverige | 5      | Håkan Loob        | Forward  | 27 september 1996 |
| Sverige | 9      | Thomas Rundqvist  | Center   | 14 december 1998  |
| Sverige | 9      | Ulf Sterner       | Forward  | 13 november 2001  |
| Sverige | 17     | Mathias Johansson | Center   | 24 november 2012  |
| Sverige | 19     | Peter Nordström   | Forward  | 30 november 2019  |
| Sverige | 21     | Jörgen Jönsson    | Center   | 26 december 2009  |
| Sverige | 51     | Rickard Wallin    | Center   | 23 september 2017 |